# Leo Komarov
Leonid Aleksandrovič "Leo" Komarov (in russo Леонид Александрович Комаров?; Narva, 23 gennaio 1987) è un hockeista su ghiaccio russo naturalizzato finlandese.

## Palmarès

### Olimpiadi invernali
- Bronzo a Soči 2014

### Campionati mondiali
- Oro a Slovacchia 2011
- Argento a Bielorussia 2014
- Argento a Russia 2016

### Campionati mondiali Juniores
- Bronzo a Canada 2006